# Odontopera approximata
Odontopera approximata är en fjärilsart som beskrevs av Barend J. Lempke 1951. Odontopera approximata ingår i släktet Odontopera och familjen mätare. Inga underarter finns listade i Catalogue of Life.